# جبهه آمریکا (۱۹۳۹–۱۹۴۵)
جبهه آمریکا عمدتاً به دلیل جدایی جغرافیایی این قاره از جبهه‌های مرکزی نزاع در اروپا و آسیا منطقه کم اهمیتی از عملیاتها در جریان جنگ جهانی دوم بود. این مقاله حملات به مناطق قاره‌ای را در بر می‌گیرد که ۲۰۰ مایل به اقیانوس کشیده می‌شود و امروزه در قلمرو ایالات متحده، کانادا، مکزیک، و چندین کشور کوچکتر است ولی اقدامات نظامی در مناطق دانمارکی گرینلند، هاوایی و جزایر الوتین را در بر می‌گیرد.